# Kurt Richter (MfS-Mitarbeiter, 1921)
Kurt Richter (* 13. September 1921 in Gera; † 24. Oktober 1981) war von 1960 bis 1974 Leiter der MfS-Bezirksverwaltung Suhl sowie Mitglied der SED-Bezirksleitung Suhl.

## Leben
Kurt Richter wurde 1921 in Gera geboren. Sein Vater war Bahnhilfsarbeiter, seine Mutter Hausfrau. Nach dem Besuch der Volksschule nahm er 1936 eine Lehre zum Maschinenschlosser auf. 1940 wurde er zum Reichsarbeitsdienst und wenig später auch zur Wehrmacht eingezogen. Im April 1945 geriet er in amerikanische Gefangenschaft, jedoch gelang ihm die Flucht zurück nach Gera.
Richter trat 1945 der KPD bei und wurde bei der Polizei Gera eingestellt. Zwischen 1947 und 1948 besuchte er die Höhere Polizeischule Berlin und wurde anschließend Lehrer an der Landespolizeischule Erfurt. Im Jahr 1949 wurde er zum Stellvertreter Operativ des Leiters des Volkspolizeikreisamtes Rudolstadt ernannt. Ab 1950 besuchte er die Landespolizeischule Bad Blankenburg. Ein Jahr später wurde er Mitarbeiter in der Abteilung Politkultur der Landespolizeibehörde Thüringen in Weimar. Im selben Jahr trat er auch in den Dienst des Ministeriums für Staatssicherheit und stieg dort 1952 zum Leiter der Kreisdienststelle Greiz auf. Anschließend wurde er Stellvertreter Politkultur bzw. 1. Sekretär der SED-Kreisleitung der Bezirksverwaltung (BV) Suhl. 1954 wurde er Stellvertreter Operativ des Leiters der BV Suhl. Von 1959 bis 1960 besuchte Richter die Parteihochschule Karl Marx. Als Nachfolger von Kurt Grünler wurde er 1960 Leiter der Bezirksverwaltung Suhl des MfS sowie Mitglied der SED-Bezirksleitung Suhl. Ab 1962 absolvierte Richter ein Fernstudium an der Stasi-Hochschule Potsdam. Dieses schloss er 1968 mit einer Arbeit über „Die Festlegung des Informationsbedarfes und die Anforderungen an die Qualität der Informationen im System der Leitung auf der Ebene einer Bezirksverwaltung“ als Diplom-Jurist ab. Er wurde 1969 in den Rang eines Obersts befördert. Im Jahr 1974 erfolgte seine Freistellung, ein Jahr später seine Entlassung. Am 1. März 1976 wurde er als Oberst a. D. in Suhl mit der Verdienstmedaille der Nationalen Volksarmee in Gold ausgezeichnet.